# Carinotetraodon irrubesco
Carinotetraodon irrubesco är en fiskart som beskrevs av Tan 1999. Carinotetraodon irrubesco ingår i släktet Carinotetraodon och familjen blåsfiskar. Inga underarter finns listade.